# Planodes gebeensis
Planodes gebeensis là một loài bọ cánh cứng trong họ Cerambycidae.